# Asteroscopus syriaca
Asteroscopus syriaca là một loài bướm đêm trong họ Noctuidae.